# Promozione Piemonte-Valle d'Aosta 1985-1986
Nella stagione 1985-1986 la Promozione era il sesto livello del calcio italiano (il massimo livello regionale). Qui vi sono le statistiche relative al campionato in Piemonte e in Valle d'Aosta gestito dal Comitato Regionale Piemonte-Valle d'Aosta.
Il campionato è strutturato in vari gironi all'italiana su base regionale, gestiti dai Comitati Regionali di competenza. Promozioni alla categoria superiore e retrocessioni in quella inferiore non erano sempre omogenee; erano quantificate all'inizio del campionato dal Comitato Regionale secondo le direttive stabilite dalla Lega Nazionale Dilettanti, ma flessibili, in relazione al numero delle società retrocesse dal Campionato Interregionale e perciò, a seconda delle varie situazioni regionali, la fine del campionato poteva avere degli spareggi sia di promozione che di retrocessione.

## Girone A

### Squadre partecipanti
| Squadra                  | Città (provincia)             |
| ------------------------ | ----------------------------- |
| A.C. Borgomanero         | Borgomanero (NO)              |
| A.S. Borgosesia          | Borgosesia (VC)               |
| U.S. Carisio             | Carisio (VC)                  |
| A.S. Cossatese           | Cossato (VC)                  |
| A.S. Castellettese       | Castelletto sopra Ticino (NO) |
| U.S. Cerano Calcio       | Cerano (NO)                   |
| F.C. Gattinara           | Gattinara (VC)                |
| U.S. Gravellona          | Gravellona Toce (NO)          |
| U.S. Grignasco           | Grignasco (NO)                |
| A.S. Mezzomerico         | Mezzomerico (NO)              |
| A.C. Oleggio Sportiva    | Oleggio (NO)                  |
| A.S. Sunese              | Suno (NO)                     |
| S.S. Stresa              | Stresa (NO)                   |
| A.C. Trecate             | Trecate (NO)                  |
| A.S. Verbania            | Verbania (NO)                 |
| A.S. Virtus Villadossola | Villadossola (NO)             |

### Classifica finale
|  | Pos. | Squadra             | Pt  | G   | V   | N   | P   | GF  | GS  | DR  |
|  | ---- | ------------------- | --- | --- | --- | --- | --- | --- | --- | --- |
|  | 1.   | Oleggio Sportiva    | 45  | 30  | 18  | 9   | 3   | 42  | 17  | +25 |
|  | 2.   | Borgomanero         | 45  | 30  | 18  | 9   | 3   | 40  | 13  | +27 |
|  | 3.   | Sunese              | 41  | 30  | 16  | 9   | 5   | 46  | 22  | +24 |
|  | 4.   | Mezzomerico         | 34  | 30  | 12  | 10  | 8   | 39  | 33  | +6  |
|  | 5.   | Trecate             | 33  | 30  | 9   | 15  | 6   | 30  | 24  | +6  |
|  | 6.   | Castellettese       | 31  | 30  | 9   | 13  | 8   | 28  | 29  | -1  |
|  | 7.   | Gattinara           | 29  | 30  | 7   | 15  | 8   | 28  | 28  | 0   |
|  | 8.   | Grignasco           | 27  | 30  | 10  | 7   | 13  | 36  | 38  | -2  |
|  | 9.   | Carisio             | 27  | 30  | 10  | 7   | 13  | 34  | 39  | -5  |
|  | 10.  | Virtus Villadossola | 26  | 30  | 8   | 10  | 12  | 23  | 29  | -6  |
|  | 11.  | Cossatese           | 26  | 30  | 8   | 10  | 12  | 23  | 36  | -13 |
|  | 12.  | Gravellona          | 25  | 30  | 6   | 13  | 11  | 28  | 34  | -6  |
|  | 13.  | Verbania            | 25  | 30  | 7   | 11  | 12  | 27  | 38  | -11 |
|  | 14.  | Stresa              | 24  | 30  | 4   | 16  | 10  | 18  | 28  | -10 |
|  | 15.  | Borgosesia          | 24  | 30  | 7   | 10  | 13  | 32  | 49  | -17 |
|  | 16.  | Cerano              | 18  | 30  | 4   | 10  | 16  | 23  | 38  | -15 |
|  |      |                     | 480 | 480 | 153 | 174 | 153 | 496 | 496 | 0   |

Spareggio per il 1º posto:
A Novara 15-06-1986: Oleggio - Borgomanero 1-0
- Oleggio ammesso agli spareggi intergirone è promosso in Interregionale.
- Borgosesia e Cerano retrocedono in Prima Categoria.

## Girone B

### Squadre partecipanti
| Squadra                      | Città (provincia)      |
| ---------------------------- | ---------------------- |
| U.S. Arec Cafasse            | Cafasse (TO)           |
| A.S. Bacigalupo San Maurizio | Torino                 |
| U.S. Bollengo                | Bollengo (TO)          |
| U.S. Borgo Uriola            | Rivoli (TO)            |
| U.S. Caselle                 | Caselle Torinese (TO)  |
| A.S. Crescentinese           | Crescentino (VC)       |
| U.S. Gassino                 | Gassino Torinese (TO)  |
| G.S. Lascaris                | Pianezza (TO)          |
| A.C. Mathi                   | Mathi (TO)             |
| S.C. Nizza Millefonti        | Torino                 |
| U.S. Rivarolese              | Rivarolo Canavese (TO) |
| Sant'Orso                    | Aosta                  |
| G.S. Seo Borgaro Monterosa   | Borgaro Torinese (TO)  |
| A.C. Strambinese             | Strambino (TO)         |
| U.S. Trino                   | Trino (VC)             |
| A.C. Valsangone              | Beinasco (TO)          |

### Classifica finale
|  | Pos. | Squadra                 | Pt  | G   | V   | N   | P   | GF  | GS  | DR  |
|  | ---- | ----------------------- | --- | --- | --- | --- | --- | --- | --- | --- |
|  | 1.   | Nizza Millefonti        | 49  | 30  | 20  | 9   | 1   | 51  | 19  | +32 |
|  | 2.   | Seo Borgaro Monterosa   | 47  | 30  | 21  | 5   | 4   | 49  | 14  | +35 |
|  | 3.   | Mathi                   | 35  | 30  | 11  | 13  | 6   | 32  | 29  | +3  |
|  | 4.   | Rivarolese              | 35  | 30  | 10  | 15  | 5   | 28  | 19  | +9  |
|  | 5.   | Borgo Uriola            | 34  | 30  | 13  | 8   | 9   | 29  | 21  | +8  |
|  | 6.   | Sant'Orso               | 33  | 30  | 12  | 9   | 9   | 29  | 21  | +8  |
|  | 7.   | Crescentinese           | 30  | 30  | 10  | 10  | 10  | 37  | 33  | +4  |
|  | 8.   | Gassino                 | 30  | 30  | 10  | 10  | 10  | 37  | 38  | -1  |
|  | 9.   | Lascaris                | 28  | 30  | 11  | 6   | 13  | 34  | 44  | -10 |
|  | 10.  | Trino                   | 25  | 30  | 7   | 11  | 12  | 29  | 42  | -13 |
|  | 11.  | Caselle                 | 24  | 30  | 5   | 14  | 11  | 25  | 34  | -9  |
|  | 12.  | Strambinese             | 23  | 30  | 7   | 9   | 14  | 29  | 42  | -13 |
|  | 13.  | Bollengo                | 23  | 30  | 5   | 13  | 12  | 26  | 41  | -15 |
|  | 14.  | Valsangone              | 22  | 30  | 8   | 6   | 16  | 28  | 45  | -17 |
|  | 15.  | Bacigalupo San Maurizio | 21  | 30  | 4   | 13  | 13  | 18  | 28  | -10 |
|  | 16.  | Arec Cafasse            | 21  | 30  | 4   | 13  | 13  | 18  | 29  | -11 |
|  |      |                         | 480 | 480 | 158 | 164 | 158 | 499 | 499 | 0   |

Note: Nizza Millefonti partecipa agli spareggi intergirone, arrivando terza. Successivamente viene promossa in Interregionale per ripescaggio.

Bacigalupo San Maurizio e Cafasse retrocedono in Prima Categoria.

## Girone C

### Squadre partecipanti
| Squadra            | Città (provincia)        |
| ------------------ | ------------------------ |
| A.C. Bra           | Bra (CN)                 |
| A.S. Candiolo      | Candiolo (TO)            |
| A.S. Canelli       | Canelli (AT)             |
| A.S. Carassonese   | Mondovì (CN)             |
| U.S. Carmagnolese  | Carmagnola (TO)          |
| A.C. Chieri        | Chieri (TO)              |
| U.S. Farigliano    | Farigliano (CN)          |
| U.S. Fossanese     | Fossano (CN)             |
| U.S. Novese        | Novi Ligure (AL)         |
| G.S. Orbassano     | Orbassano (TO)           |
| U.S. Quattordio    | Quattordio (AL)          |
| U.S. San Carlo     | Borgo San Martino (AL)   |
| U.S. Saviglianese  | Savigliano (CN)          |
| S.P. Sommarivese   | Sommariva del Bosco (CN) |
| A.C. Valeo Mondovì | Mondovì (CN)             |
| U.S. Valenzana     | Valenza (AL)             |

### Classifica finale
|  | Pos. | Squadra       | Pt  | G   | V   | N   | P   | GF  | GS  | DR  |
|  | ---- | ------------- | --- | --- | --- | --- | --- | --- | --- | --- |
|  | 1.   | Saviglianese  | 46  | 30  | 19  | 8   | 3   | 60  | 16  | +44 |
|  | 2.   | Valeo Mondovì | 45  | 30  | 19  | 7   | 4   | 66  | 20  | +46 |
|  | 3.   | Bra           | 45  | 30  | 17  | 11  | 2   | 48  | 18  | +30 |
|  | 4.   | Valenzana     | 45  | 30  | 18  | 9   | 3   | 45  | 15  | +30 |
|  | 5.   | Novese        | 39  | 30  | 15  | 9   | 6   | 46  | 20  | +26 |
|  | 6.   | Chieri        | 35  | 30  | 16  | 3   | 11  | 41  | 35  | +6  |
|  | 7.   | Carmagnolese  | 30  | 30  | 8   | 14  | 8   | 35  | 43  | -8  |
|  | 8.   | Farigliano    | 29  | 30  | 9   | 11  | 10  | 35  | 39  | -4  |
|  | 9.   | Carassonese   | 25  | 30  | 7   | 8   | 13  | 34  | 42  | -8  |
|  | 10.  | Candiolo      | 24  | 30  | 5   | 14  | 11  | 25  | 34  | -9  |
|  | 11.  | Orbassano     | 24  | 30  | 7   | 10  | 13  | 27  | 46  | -19 |
|  | 12.  | Canelli       | 23  | 30  | 7   | 9   | 14  | 23  | 43  | -20 |
|  | 13.  | San Carlo     | 22  | 30  | 6   | 10  | 14  | 25  | 43  | -18 |
|  | 14.  | Quattordio    | 21  | 30  | 4   | 13  | 13  | 23  | 37  | -14 |
|  | 15.  | Fossanese     | 19  | 30  | 5   | 9   | 16  | 19  | 47  | -28 |
|  | 16.  | Sommarivese   | 8   | 30  | 1   | 6   | 23  | 25  | 79  | -54 |
|  |      |               | 480 | 480 | 164 | 152 | 164 | 577 | 577 | 0   |

Saviglianese ammessa agli spareggi intergirone e promossa in Interregionale.

Candiolo rinuncia all'attività.

Fossanese e Sommarivese retrocedono in Prima Categoria.

## Spareggi promozione
|                  | Spareggi |                  | Città e data                |  |
| ---------------- | -------- | ---------------- | --------------------------- |  |
| Saviglianese     | 1 - 0    | Nizza Millefonti | Alessandria, 22 giugno 1986 |  |
| Nizza Millefonti | 2 - 2    | Oleggio          | Alessandria, 25 giugno 1986 |  |
| Oleggio          | 2 - 1    | Saviglianese     | Alessandria, 29 giugno 1986 |  |
|                  |          |                  |                             |  |

### Classifica finale
|  | Pos. | Squadra          | Pt | G | V | N | P | GF | GS | DR |
|  | ---- | ---------------- | -- | - | - | - | - | -- | -- | -- |
|  | 1.   | Oleggio          | 3  | 2 | 1 | 1 | 0 | 4  | 3  | +1 |
|  | 1.   | Saviglianese     | 2  | 2 | 1 | 0 | 1 | 2  | 2  | 0  |
|  | 3.   | Nizza Millefonti | 1  | 2 | 0 | 1 | 1 | 2  | 3  | -1 |